# Karijev prašek
Kárijev prašek je mešanica začimb, ki se tradicionalno uporablja v kuhinji Južne in Jugovzhodne Azije, pogosto je pikanten. Pradomovina karija je Indija.

## Sestavine
Karijev prašek sestavlja vsaj 12 do 15 sestavin, ponekod v Indiji zmešajo tudi do 36 sestavin.
Osnovne sestavine so: kajenski poper, črni poper, nageljnove žbice, kumina, koriander, ingver, kurkuma, muškatni orešek, muškatni cvet, gorčica in piment.
Pogosto je sestava mešanice odvisna od nacionalne ali regionalne tradicije, verskih praks, ponekod celo od družinskega okusa.

## Uporaba
Karijev prašek se uporablja za pripravo:
- rib, prerutnine, teletine in predvsem bravine
- riža in zelenjave
- omak, ki se ponudijo k ribam, jajcem in perutnini

Ker je že sam kombinacija začimb, mu praviloma ni treba nič dodajati. Dobro pa se dopolnjuje s čebulo in česnom, dobro ga dopolni kaj kislega (npr. limonin sok).
Izraz curry (slovensko kari) se v žargonu uporablja v Evropi tudi za jedi, ki vsebujejo karijev prašek.